# Roselyne M. Jua
Roselyne M. Jua est une poète et critique littéraire camerounaise. Elle enseigne la littérature anglaise et américaine à l'Université de Buea, Cameroun. Son œuvre aborde les thèmes de l’identité, du déplacement, du genre ainsi que le paysage sociopolitique du Cameroun et de la diaspora africaine. Elle est notamment appréciée pour ses recueils de poésie et ses contributions à la critique littéraire.

## Biographie
Titulaire d'un baccalauréat des arts avec distinction à l'Université Carleton, Ottawa, au Canada, et un doctorat de SUNY à Buffalo, dans l'État de New York, elle enseigne maintenant la littérature anglaise et américaine à l'Université de Buea, au Cameroun,.

## Publications

### Œuvres
En 2012, elle a publié le recueil de poésie The Betrayed Town and Other Poems, qui aborde les thèmes de la nostalgie, de l'exploitation et de la résilience. Elle envisage de sortir prochainement un nouveau recueil de poèmes intitulé In My Father's House.
Elle a écrit deux drames : The Barn et The Tragedy of Mr No-Balance, co-rédigés avec Kwo Victor Elame Musinga. Ces ouvrages dénoncent tous deux la corruption ainsi que les diverses difficultés sociales au Cameroun.
Jua et Bate Besong ont co-écrit le livre To the Budding Creative Writer: A Handbook, publié en 2009. Ce guide propose des conseils précieux aux écrivains en devenir.
Elle a édité le livre Emerging Perspectives I: Anglophone Cameroon Drama and Theatre, qui étudie le développement du théâtre dans les régions anglophones du Cameroun.
- (en) Jua, « Ralph Ellison and the Paradox of Juneteenth », Journal of Black Studies, vol. 35, no 3,‎ 1er janvier 2005, p. 310–326 (ISSN 0021-9347, DOI 10.1177/0021934703258994, lire en ligne)
- Jua, « Things Fall Apart and Achebe's Search for Manhood », Interventions, vol. 11, no 2,‎ 1er juillet 2009, p. 199–202 (ISSN 1369-801X, DOI 10.1080/13698010903053261, lire en ligne)
- (en) Jua, « Circles of Freedom and Maturation in Hannah Crafts' The Bondwoman's Narrative », Journal of Black Studies, vol. 40, no 2,‎ 1er novembre 2009, p. 310–326 (ISSN 0021-9347, DOI 10.1177/0021934708314275, lire en ligne)